# Alfacalcidol

Alfacalcidol (ou 1-hidroxicolecalciferol) é um análogo da vitamina D, regulador do equilíbrio do cálcio e do fosfato.
Alfacalcidol tem fraco impacto no metabolismo do cálcio e nos níveis de Hormônio da paratireoide do que o calcitriol.